# Trédaniel
Trédaniel (tiếng Breton: Trezeniel) là một xã của tỉnh Côtes-d’Armor, thuộc vùng Bretagne, tây bắc Pháp.

## Dân số
Người dân ở Trédaniel được gọi là Trédanielais.